# Ga Aihara
Ga Aihara (相原駅 Aihara-eki) là một ga đường sắt thuộc tuyến Yokohama nằm tại thành phố Machida, Tokyo, được điều hành bởi Công ty Đường sắt Đông Nhật Bản (JR East).